# Carnegieomysis hispida
Carnegieomysis hispida is een aasgarnalensoort uit de familie van de Mysidae. De wetenschappelijke naam van de soort is voor het eerst geldig gepubliceerd in 1973 door Pillai.